# Панисо, Хосе Луис
Хосе Луис Лопес Панисо (исп. José Luis Panizo, 12 января 1922, Сестао — 14 февраля 1990, Бильбао) — испанский футболист, играл на позиции нападающего.
Выступал, в частности, за клуб «Атлетик» (Бильбао), а также национальную сборную Испании.
Чемпион Испании. Четырехкратный обладатель Кубка Испании по футболу.

## Клубная карьера
Воспитанник футбольной школы клуба «Сестао Спорт».
Во взрослом футболе дебютировал в 1939 году выступлениями за команду клуба «Атлетик» (Бильбао), в которой провел шестнадцать сезонов, приняв участие в 326 матчах чемпионата. Большинство времени, проведенного в составе «Атлетика», был основным игроком атакующего звена команды. В составе «Атлетика» был одним из главных бомбардиров команды.
Завершил профессиональную игровую карьеру в клубе «Индаучу», за команду которого выступал в течение 1955—1956 годов.

## Выступления за сборную
В 1946 году дебютировал в официальных матчах в составе национальной сборной Испании. В течение карьеры в национальной команде, которая длилась 8 лет, провел в форме главной команды страны 14 матчей, забив 2 гола.
В составе сборной был участником чемпионата мира 1950 года в Бразилии, сыграл в шести матчах турнира голами не отметился.

## Достижения
- Чемпион Испании:

«Атлетик Бильбао»: 1943
- Обладатель Кубка Испании по футболу:

«Атлетик Бильбао»: 1943, 1944, 1945, 1950